# Rådgivende folkeafstemning om Cataloniens selvstændighed 2014
Den 9. november 2014 blev afholdt rådgivende folkeafstemning om Cataloniens selvstændighed i Catalonien. Ved folkeafstemningen tilkendegav vælgerne hvorvidt de ønskede Catalonien som stat, og i givet fald om den skal have fuld selvstændighed fra Spanien.

## Forberedelser
Beslutningen om folkeafstemningen var ikke godkendt af den spanske centralregering men bekræftedes i regionsparlamentet den 19. september 2014. Den spanske forfatningsdomstol erklærede den 29. september, at afstemningen bryder imod Spaniens grundlov.
Den 13. oktober meddelte den catalanske regionsregering, at man ikke ville gå videre med forberedelserne til folkeafstemningen i lyset af forfatningsdomstolens afgørelse, men ved en pressekonference dagen efter meddelte regionsstyrets præsident, at folkeafstemningen ikke var aflyst men snarere omformuleret. Den vil ifølge den nye ordning være en consulta ('rådgivning', modsvarende rådgivende folkeafstemning), i modsætning til et referèndum/plebescit (en bindende 'folkeafstemning'). På denne måde mente Mas og regionsstyret at kunne omgå dommen i forfatningsdomstolen.
Ifølge en opinionsundersøgelse offentliggjort i El País den 13. september 2014 anså 45 % af de udspurgte catalanere, at folkeafstemningen burde udskydes hvis domstolen anså den som ulovlig, mens 23 % mente, at folkeafstemningen skulle gennemføres alligevel.

## Udfald
Foreløbige optællingsresultater fra de catalanske myndigheder viser, at 2.305.290 catalanere har afgivet deres stemme. De foreløbige resultater viser følgende stemmefordeling:
| Mulighed   | Stemmer   | Andel  |
| ---------- | --------- | ------ |
| Ja - Ja    | 1.861.753 | 80.76% |
| Ja - Nej   | 232.182   | 10.07% |
| Ja - blank | 22.466    | 0.97%  |
| Nej        | 104.772   | 4.54%  |
| Blank      | 12.986    | 0.56%  |
| Andre      | 71.131    | 3.09%  |

Stemmesedlen indeholdt først spørgsmålet, om Catalonien skulle være en stat. Blandt ja-sigere blev der efter spurgt, om Catalonen skulle være en uafhængig stat. Resultatet viser således en overvældende tilslutning blandt deltagere i afstemningen til, at Catalonien skal være uafhængig af Spanien. Ingen valgkreds havde flertal for nej.
Foreløbige skøn lyder på, at mellem 36% og 41% af de stemmeberettigede deltog i afstemningen. Det menes, at afstemningens ubindende karakter har bidraget til at nedbringe deltagelsen.

## Reaktioner
CDC, det liberale parti i den centrum-højre koalition til støtte for en catalansk stat, CiU, der også leder den catalanske regering, udtalte efter de første resultater, at disse “sender et budskab der må blive hørt i Madrid”.
UDC, det kristeligt-demokratiske parti i CiU, tilføjede, at hvis den spanske regering ikke starter forhandlinger, “vil bruddet blive uopretteligt”.
Det venstreorienterede catalanske uafhængighedsparti ERC fremhævede den klare sejr for selvstændighedsvarianten. Det tilføjede, at dette indebærer en “forpligtelse” om at gå i retning af selvstændighed.
Den catalanske grønne socialistiske og post-kommunistiske koalition ICV-EUiA erklærede, at “der er intet mere unyttigt end en regering som gemmer sig og ikke modsvarer borgernes mandate”, med henvisning til den spanske regeringsleder Mariano Rajoy’s attitude. De sagde også, at Catalonien har fortjent retten til at afholde et endegyldigt referendum.
Det alternative venstreradikale uafhængighedsparti CUP bad partierne om ikke at tage æren for afstemningsresultatet. De understregede, at “Catalonien’s fremtid vil ikke blive løst omkring noget forhandlingsbord” men vil blive besluttet af dets befolkning.
Det catalanske socialistparti, PSC, der var imod søndagens afstemning men støtter Catalonien’s ret til selvbestemmelse, erklærede, at udfaldet bekræftede, at “vi kan ikke fortsætte ad denne vej”. De forlangte af Rajoy “om at forhandle” og bad de andre partier om at komme med “forslag”.
Det populistiske og selvstændighedsfjendtlige parti Ciutadans erklærede den demokratiske proces for “et bedrageri”. De opfordrede også PP og PSC til ikke at støtte Mas og forlangte tidlige valg. Den spanske regering ledet af PP, erklærede afstemningen for “et rent propagandanummer” og “en ubrugelig og steril simulation”.